# 벽보 사건
벽보 사건(프랑스어: Affaire des Placards, 영어: Affair of the Placards)은 1534년 10월 24일 프랑스 파리 시내 곳곳에 로마 가톨릭교회의 성례와 교황주의를 비난하는 벽보를 나붙여 이를 계기로 로마 가톨릭교회로부터 수많은 개신교인들이 학살당한 사건을 일컫는다. 장 칼뱅이 이 사건으로 인한 개신교인 탄압에 항의하며 쓴 책이 유명한 기독교 강요이다.

## 배경
칼뱅은 복음사상을 가지고 있다는 혐의로 로마 가톨릭교회의 눈을 피해 피신 생활을 하고 있었다. 그러면서 자신의 복음 사상을 전수하여 제자들을 만들어 낸다.
칼뱅이 스트라스부르크고 떠나 있는 동안 그의 제자들은 가톨릭 성례에 대한 비난의 글을 1534년 10월24일 파리 시내 곳곳에 붙이고 심지어 왕의 출입문에도 붙이는 바람에 프랑스 왕 프랑수아 1세의 진노를 사게 되었다. 프랑수아 1세는 개신교인들을 잡아들이라 명령하였고 이 사건으로 칼뱅의 제자들이 죽임을 당하게 된다. 칼뱅은 이러한 제자들을 변호하기 위하여 글을 쓰는데 이것이 유명한 기독교 강요이다.

## 벽보 내용
벽보는 다음과 같이 긴 제목으로 시작된다.
유일한 중보자이시오 유일한 구세주이신 우리 주 예수 그리스도의 그 거룩한 성찬에 직접 반대하여 성안된 교황주의 미사의 그 무섭고 거대하며 용납할 수 없는 남용에 대한 참된 항의 조항들
벽보는 서문과 함께 크게 네 부분으로 나누어 있다.

### 서문
만일 하나님께서 치료해 주시지 않으시면 그로 말미암아 세계가 현재뿐만 아니라 미래에도 전적으로 황폐해지고 파산되며 파멸되어 결국 이것으로 우리 주님께서 잔인하게 모욕을 받으며 사람들은 속고 어두워지게 될 그 무섭고 거만한 교황주의 미사에 대항하여 나는 천지에 호소하고 진리를 증거한다.

### 첫째, 유일한 중보자이시오 대제사장이신 그리스도에 관하여
첫째로 믿는 모든 그리스도인들은 유일한 하나님으로부터 작정된 대주교요 목자시신 구주이신 우리 주 예수 그리스도께서 우리의 성화를 위해서 단번에 완전한 제사를 통해서 그의 몸과 영혼, 생명과 피를 주셨다는 사실을 완전히 확신해야 한다.
이 제사가 마치 불충분한 것처럼 비난하여 마치 그리스도가 우리를 위해서 성부의 공의를 충만히 만족시키지 않는 것처럼, 그리고 그가 구주요 중보자가 아닌 것처럼 그것을 볼 수 있는 제사, 즉 미사에 의해서 대신하는 것은 무섭고 정죄받을 이단일 수 있다.
세계와 아직도 많은 장소들에서 그들이 마치 우리의 구주들인 양 스스로를 그리스도 대신 세우고 산자와 죽은 자 모두의 구원을 위해서 하나님께서 받으실만한 제사를 드리는 체하는 불쌍한 대제사장들에 의해서 가득 채워져 있다. 이 백성들이 사도들과 전도자들을 거짓말쟁이들로 만들고 있고 매주이 저녁예배에 그리스도께서 영환한 제사장이심을 노래하면서도 그들은 자신들을 믿지 않는가
참으로 예수 그리스도의 위대하고 칭소오디는 제사에 의해서 볼 수 있고 외적 모든 제사는 폐지되었다. 모든 사람들이 부지런히 읽기를 권하는 히브리서에서 그리스도께서 모두를 위해서 단번에 제사 드렸고 한 제사에 의해서 거룩히 되는 그들을 영원히 완전케 하였다고 하였다. 그리스도는 단번에 드렸고 종종이 아니다. 그 제사가 완전하다면, 그것이 왜 반복되어야 하는가? 지금 오라 너희 제사장들이여 너희가 할 수 있는지 대답하라.

### 둘째, 성만찬시에 임하시는 그리스도의 신성과 인성에 관계
이런 불행한 미사에 의해서 온 세계가 우상으로 파묻혀 있다. 빵과 포도주의 형식아래 예수 그리스도께서 마치 그가 살아계신 것처럼 깊고 넓으며 완전하게 육체와 뼈 안에 육체적으로, 실재적으로 그리고 위격적으로 포함되어 있다고 거짓되게 우리가 이해하게 되겠는가? 그러나 성경과 우리의 신앙은 정반대로 예수 그리스도는 부활 이후에 하늘로 올라가셨다고 가르친다. 골로새인 들에게 사도 바울은 위엣 것을 찾으라, 거기에 그리스도께서 하나님의 우편에 앉아 계신다고 썼다. 들으라 사도 바울이 미사 안이나 성소 안, 상자 안이나 잔 받침 안에 있는 그리스도를 찾으라고 말하지 않는다. 그는 이르기를 하늘에 계신 그리스도를 찾으라고 하였다. 그 몸이 하늘에 있으면, 땅위에 없고 그가 땅위에 있으면, 하늘에 없다. 참된 몸은 어떤 크기의 어떤 공간을 점유하는 한 때 한 장소보다 더 많은 장소에 계실 수 없다.
한 사람이 20년 30년 동안 그들의 제빙처럼 조그만 반죽 덩어리 안에 감추어 있는 것은 불가능 하다. 어거스틴은 이것을 잘 알아서 쓰기를, 세상 끝날까지 주님은 지극히 높은 곳에 계신다. 그의 신성은 어디에나 계신다. 그리고 풀겐티우스도 그와 같이 이르기를 주님은 땅 위에 계실 때 그의 인성에 따라서 하늘로부터 더나 있었고, 그가 하늘로 올라가셨을 때 땅을 떠나지 않았다고 쓰고 있다. 우리 중 어떤 이가 '오 그리스도가 여기에 있다 혹은 저기에 있다'고 말하였을 때, 그 제사장들은 이르기를 우리가 그를 믿어야 한다고 한다.
그러나 그리스도께서 이르시기를, 그것을 믿지 말라고 하신다.
만찬시에 그들은 ' 너희 마음을 높여라'는 찬송을 한다. 그러나 그들은 그 반대로 행하고 높이 계시지 않고 그들의 손과 그들의 상자들, 그들의 잔 받침 안에 있는 그리스도를 찾으라고 권하고 있다.

### 셋째, 로마 가톨릭 미사에 대한 비판에 관하여
세번째로 이 눈먼 제사장들이 잘못에 잘못을 더하여 미친 가운데 그들이 그들의 손가락 상에 취한 그 빵위에 혹은 성찬배에 놓은 그포도주 위에 불어 넣거나 말하자, 거기에 빵이나 포도주는 남아 있지 않고 예수 그리스도께서 거기에만 화채성의 의해서 계신다고 가르치고 있다. 그 크고 기괴한 말들, 그것은 모든 진리에 반하고 분명히 모든 성경에 반대되는 마귀의 교리이다. 나는 잔을 쥐고 있는 자들에게 그 큰말을 'Transsubstantiation'을 어디에서 발견하였느냐고 묻는다.
성 마태, 성 마가, 성 요한, 성 바울과 옛 교부들은 그것을 말한 적이 없다. 그러나 그들이 성만찬에 대해서 말할 때, 그들은 공개적으로 그리고 단순하게 빵과 포도주(Pain & Vin)라고 하였다. 사도 바울은....
예수 그리스도의 몸을 먹으라고 말하지 않고 이 빵을 먹으라고 하였다. 아 성경은 속이지 않는다. 거기에는 체하는 것이 없다. 그러므로 그것은 빵이다.
누가 이 이상 그 미사를 지지할 수 있으며, 누가 그와 같은 조롱과 그와 같은 유해하고 불법한 적그리스도들을 그대로 둘 수가 있겠는가? 건방지고 거만한 저들이야말로 평소의 습관에 따라, 성경과는 정 반대의 결론에 도달하려고 대담하게 행동한 자들이 아니었던가?
이것이 바로 하나님과 하나님의 거룩하신 말씀의 원수로서 저들이 극도로 증오의 대상이 되어야 한다는 이유가 되는 것이다.
왜냐하면 저들은 뻔뻔스러운 이단자와 같아서, 예수님의 몸을 저들의 제병에 밀폐시키고도 부끄러워하지 않았으며, 또한 미사서에 붉은 글자로 기록된 대로, 예수님이 쥐와 거미와 해충의 밥이 될 수 있다고 말하면서도 수치를 알지 못하기 때문이다.
오 땅이여 그대는 어째서 입을 열어 이 끔찍하고 참람한 무리들을 삼키지 않는가? 오 더럽고 야비한 자들아 이것이 하나님의 아들, 주 예수의 몸인가? 천사들과 하나님의 모든 자녀들의 생명의 덕이신 주님께서 자신을 생쥐들과 거미들의 밥이 되도록 허락하셨단 말인가? 하나님의 우편에 앉아 계시며 영원히 썩지 않으실 주님께서 동물들의 먹이가 되도록 자신을 내주셨다는 건가?
주님의 부활을 말한 다윗의 예언과는 달리 그대들은 주님을 버러지의 밥이 되게 하고, 부패할 분으로 만들 작정인가/ 오, 가련한 자들아! 그대들의 그 흉악한 신학에서, 예수님의 그 귀하신 몸을 불경하게 말하는 거 밖에 다른 악이 없다고 하면, 참란한 이단자들아, 아니 이 지구상에서 가장 악독한 이단자들아, 그대들은 마땅히 장작으로 화형을 당해야 하지 않겠는가? 그대들은 장작에 불을 질러, 우리를 태울 것이 아니라 그대들 스스로를 태우라.
왜냐하면 우리는 그대들의 우상과 그대들이 새로 만든 신들, 그리고 동물과 그대들이 똑같이 먹을 수 있는 그대들의 새로운 그리스도를 믿기를 원치 않기 때문이다.

### 넷째, 로마 가톨릭의 사제들을 비판함.
짐승보다 더 악한 자들아! 그대들은 하나님을 가루 반죽으로 만들어서 그와 더불어 유희하기를, 마치 고양이가 생쥐와 노는 것처럼 동정하는 체하며, 그대들의 가슴을 치며, 그를 셋으로 절단한 후에는 대단히 미안한 것처럼, 그를 하나님의 어린양으로 부르며, 그에게 평안을 구하는구나. 사도 요한은 예수그리스도를 현존하시며 살아 계시며 완전하신 분으로 묘사하고, 이분이 바로 구약에서 희생의 어린양으로 예표된 진리라고 주장하였던 것이다.
그러나 그대들은 제병을 여러 조각으로 나누어서 그것을 먹은 다음에 또 무엇을 마셨다. 요한도 이와 같은 양식에 따라 예수그리스도를 먹었던가? 이전에는 그와 같은 원숭이의 속임수를 본 일이 없는 사람이 무엇이라고 말할 수 있을까/ 다음과 같은 말이 적절한 말이 아니겠는가? 이 가련한 어린양은 양이 되기에는 까마득하다. 왜냐하면 이리가 그 어린양을 먹어 치웠기 때문이다.